# لسیتسا (استان اشوی‌داشکسیه)
لسیتسا (به لهستانی: Lesica) یک منطقهٔ مسکونی در لهستان است که در گمینا پیکوشوو واقع شده‌است. لسیتسا ۲۵۰ نفر جمعیت دارد.